# Alexandru Borza
Alexandru Borza (Alba Iulia, 1887 — Cluj, 3 de setembro de 1971) foi um botânico romeno.

## Obras
- Flora şi vegetaţia Văii Sebeşului, Editura Academiei, Bucharest 1959.
- Nicolae Boscaiu: Introducere în studiul covorului vegetal, Editura Academiei, Bucharest 1965.
- Dicţionar etnobotanic, Editura Academiei, Bucharest 1968.
- Amintirile turistice ale unui naturalist călător pe trei continente, Editura Sport-Turism, Bucharest 1987.